# Koutouloufári
Koutouloufári (Koutouloufari) är en ort i Grekland.   Den ligger i prefekturen Nomós Irakleíou och regionen Kreta, i den sydöstra delen av landet, 300 km söder om huvudstaden Aten. Koutouloufári ligger 74 meter över havet och antalet invånare är 751.
Terrängen runt Koutouloufári är kuperad söderut, men åt nordväst är den platt. Havet är nära Koutouloufári åt nordost. Runt Koutouloufári är det ganska tätbefolkat, med 108 invånare per kvadratkilometer. Närmaste större samhälle är Limín Khersonísou, 1,8 km norr om Koutouloufári. == Kommentarer ==
1. ↑  Framräknat ur variansen i alla höjduppgifter (DEM 3") från Viewfinder Panoramas, inom 10 km radie.[2] Mer om algoritmen finns här: Användare:Lsjbot/Algoritmer.